# Les Métamorphoses (Darhan)
Pour les articles homonymes, voir Métamorphose.
Les Métamorphoses est le cinquième tome de la série jeunesse Darhan écrite par l'écrivain Sylvain Hotte. Le titre fut annoncé publiquement et officiellement le 20 décembre 2006 sur le forum officiel de Darhan. Le livre est paru le 28 février 2007 aux éditions Les Intouchables.